# Крав мага
Крав Мага̀ е съвременна система за самоотбрана, създадена от израелци.
Te използват ръкопашния бой като начин на оцеляване, а не като бойно изкуство. Системата е базирана на естествени реакции, прости движения и агресивни защитни принципи.
Тренировките по Крав Мага се водят възможно най-реалистично. Важна част от подготовката на трениращия е симулацията на реални нападения. Поради това че Крав Мага е система за обучение на военнослужещи, методиката на обучение е разчетена така, че да може да бъде изучена в максимално кратки срокове. Много се разчита на простотата на техниката, така че дори да се наложи още след първия урок да се използва на улицата, тя да е максимално ефективна.
Залага се повече на ефективността, отколкото на ефектните изпълнения. Примерно при много други бойни изкуства съществуват раздели за самозащита, но ако другите учат как се действа при проведен захват, то в Крав Мага ще ви научат и как да действате, докато противникът посяга да направи захвата.
В тренировките се изучават методи за самоотбрана от пръчки, бутилки, ножове и всичко от обкръжението, както и огнестрелни оръжия.